# Zasłonak brązowoliliowy
Zasłonak brązowoliliowy (Calonarius arcuatorum (Rob. Henry) Niskanen & Liimat.) – gatunek grzybów należący do rodziny zasłonakowatych (Cortinariaceae).

## Systematyka i nazewnictwo
Pozycja w klasyfikacji według Index Fungorum: Calonarius, Cortinariaceae, Agaricales, Agaricomycetidae, Agaricomycetes, Agaricomycotina, Basidiomycota, Fungi.
Po raz pierwszy opisał go w 1939 r. Robert Henry, nadając mu nazwę Cortinarius arcuatorum. Obecną nazwę nadali mu Tuula Niskanen i Kare Liimatainen w 2022 r.
Synonimy:
- Cortinarius arcuatorum Rob. Henry 1939
- Cortinarius fulvoincarnatus f. arcuatorum Rob. Henry 1958
- Phlegmacium arcuatorum (Rob. Henry) M.M. Moser 1953
- Phlegmacium arcuatorum (Rob. Henry) M.M. Moser 1960[2].

Andrzej Nespiak w 1975 r, opisał ten gatunek pod nazwą zasłonak brązowolila. Władysław Wojewoda w 2003 r. uznał tę nazwę za nieprawidłową gramatycznie i zaproponował nazwę zasłonak brązowoliliowy. Jest już niespójna z aktualną nazwą naukową.

## Morfologia
Kapelusz
Średnica 5–12 cm, początkowo półkulisty z podgiętym brzegiem, później wypukły, w końcu płaski. Skóra kapelusza pomarańczowo-brązowa lub różowo-brązowa, w młodości bywa fioletowa i ozdobiona białymi kawałkami welonu, w wieku dorosłym naga. W stanie wilgotnym śliska. Zasnówka biała.
Blaszki
Dość gęste, w młodości jasnofioletowe, później szare z nutą fioletu, a na końcu rdzawobrązowe.
Trzon
Wysokość 5–10 cm, grubość 1–2 cm, cylindryczny, z szeroką odgraniczoną bulwą o średnicy do 3,5 cm, białawą, fioletową.
Miąższ
Białawy, lekko purpurowo marmurkowy. Aromat niewyraźny, czasem lekko miodowy, owocowy lub słodowy. Smak jest nieprzyjemny, gorzki.
Cechy mikroskopowe
Zarodniki o kształcie od migdałowatego do cytrynowatego i wymiarach 9–12 × 6–7 µm. Powierzchnia średnie do grubo brodawkowata.

## Występowanie i siedlisko
Znane jest występowanie tego gatunku tylko w Europie. W Polsce do 2003 r. znane było tylko jedno stanowisko: W 1975 r. podał go Andrzej Nespiak w Wielkopolskim Parku Narodowym. Rósł na ziemi w lesie liściastym pod grabami i bukami.